# 川内インターチェンジ
川内インターチェンジ（かわうちインターチェンジ）は、愛媛県東温市南方にある松山自動車道のインターチェンジである。
本項では、川内インターバス停についても記述する。

## 歴史
- 1994年（平成6年）11月16日 : いよ西条IC - 川内IC間の開通に伴い供用開始[1]。
- 1997年（平成9年）2月26日 : 川内IC - 伊予IC間が開通[1]。

## 周辺
- 川上幼稚園
- 川内郵便局
- 東温市立川上小学校
- 愛媛十全医療学院附属病院
- 東温市立川内中学校
- 伊予鉄バス株式会社 川内バスターミナル
- 愛媛県神社庁
- 東温市川内支所

## 接続する道路
- 国道11号

## 料金所
- ブース数 : 6

### 入口
- ブース数 : 3
  - ETC専用および一般またはETC・一般の可変式ブース : 2
  - 一般 : 1

### 出口
- ブース数 : 3
  - ETC専用および一般またはETC・一般の可変式ブース : 2
  - 一般（精算機） : 1

## 川内インターバスストップ
川内インターバス停（かわうちインターバスてい）は、愛媛県東温市南方にある、高速バス用のバス停留所である。
当バス停は、料金所の外に設置されているため、停車する路線は一旦料金所を出る形になっている。
また、当バス停近隣に、利用者用の有料駐車場が設置されている。

### 停車する路線
|               | 路線名・愛称               | 行先                                                        | 運行会社                                                       | 乗降区分 | 備考                                              |
| ------------- | -------------------------- | ----------------------------------------------------------- | -------------------------------------------------------------- | -------- | ------------------------------------------------- |
| 川之江JCT方面 | オリーブ松山号             | 名古屋駅（広小路口）                                        | JR四国バス・JR東海バス                                         | 乗車専用 |                                                   |
| 川之江JCT方面 | オレンジライナーえひめ号   | バスタ新宿                                                  | 伊予鉄バス・西東京バス                                         | 乗車専用 |                                                   |
| 川之江JCT方面 | オレンジライナーえひめ号   | 阪急高速バス大阪梅田ターミナル 阪急高速バス新大阪ターミナル | 伊予鉄バス・阪急バス                                           | 乗車専用 |                                                   |
| 川之江JCT方面 | オレンジライナーえひめ号   | 名鉄バスセンター                                            | 伊予鉄バス・名鉄バス                                           | 乗車専用 |                                                   |
| 川之江JCT方面 | 京都エクスプレス           | 京都駅八条口 （ホテル京阪 京都 グランデ前）                 | 京阪バス・伊予鉄バス                                           | 乗車専用 |                                                   |
| 川之江JCT方面 | 道後エクスプレスふくおか号 | 西鉄天神高速バスターミナル                                  | 伊予鉄バス・伊予鉄南予バス・瀬戸内運輸                         | 乗車専用 |                                                   |
| 川之江JCT方面 | なんごくエクスプレス       | はりまや橋観光バスターミナル                                | JR四国バス                                                     | 乗車専用 |                                                   |
| 川之江JCT方面 | ハーバーライナー           | 神姫バス神戸三宮バスターミナル                              | 伊予鉄バス・神姫バス                                           | 乗車専用 | 一部の便は土日祝日と振替休日 および特定日のみ運行 |
| 川之江JCT方面 | ホエールエクスプレス       | はりまや橋観光バスターミナル                                | とさでん交通・伊予鉄バス                                       | 乗車専用 | 特急便は通らない。                                |
| 川之江JCT方面 | 坊っちゃんエクスプレス     | 高松駅高速バスターミナル                                    | 伊予鉄バス・四国高速バス・JR四国バス                           | 乗車専用 | 特急便は通らない。                                |
| 川之江JCT方面 | 松山エクスプレス号         | 大阪駅JR高速バスターミナル                                  | 西日本JRバス・JR四国バス                                       | 乗車専用 |                                                   |
| 川之江JCT方面 | 松山エクスプレス号         | 京都駅烏丸口                                                | JR四国バス                                                     | 乗車専用 |                                                   |
| 川之江JCT方面 | 松山エクスプレス号         | ユニバーサル・スタジオ・ジャパン                            | JR四国バス                                                     | 乗車専用 |                                                   |
| 川之江JCT方面 | マドンナエクスプレス       | 岡山駅西口                                                  | 下電バス・両備バス・伊予鉄バス・JR四国バス                     | 乗車専用 |                                                   |
| 川之江JCT方面 | 吉野川エクスプレス         | 徳島駅                                                      | 徳島バス・JR四国バス・伊予鉄バス                               | 乗車専用 |                                                   |
| 川之江JCT方面 | キララエクスプレス         | 福山駅                                                      | 中国バス・本四バス開発・瀬戸内しまなみリーディング・伊予鉄バス | 乗車専用 |                                                   |
| 松山IC方面    | オリーブ松山号             | JR四国バス 松山支店                                         | JR四国バス・JR東海バス                                         | 降車専用 |                                                   |
| 松山IC方面    | オレンジライナーえひめ号   | 伊予鉄南予バス 八幡浜営業所                                 | 伊予鉄バス・西東京バス                                         | 降車専用 |                                                   |
| 松山IC方面    | オレンジライナーえひめ号   | 松山室町営業所 伊予鉄南予バス 八幡浜営業所                  | 伊予鉄バス・阪急バス                                           | 降車専用 |                                                   |
| 松山IC方面    | オレンジライナーえひめ号   | 伊予鉄南予バス 八幡浜営業所                                 | 伊予鉄バス・名鉄バス                                           | 降車専用 |                                                   |
| 松山IC方面    | 京都エクスプレス           | 松山室町営業所                                              | 京阪バス・伊予鉄バス                                           | 降車専用 |                                                   |
| 松山IC方面    | 道後エクスプレスふくおか号 | 松山室町営業所                                              | 伊予鉄バス・伊予鉄南予バス・瀬戸内運輸                         | 降車専用 |                                                   |
| 松山IC方面    | ドリーム松山号             | JR四国バス 松山支店                                         | JR四国バス・JRバス関東                                         | 降車専用 |                                                   |
| 松山IC方面    | なんごくエクスプレス       | JR四国バス 松山支店                                         | JR四国バス                                                     | 降車専用 |                                                   |
| 松山IC方面    | ハーバーライナー           | 松山室町営業所                                              | 伊予鉄バス・神姫バス                                           | 降車専用 | 一部の便は土日祝日と振替休日 および特定日のみ運行 |
| 松山IC方面    | ホエールエクスプレス       | 大街道                                                      | とさでん交通・伊予鉄バス                                       | 降車専用 | 特急便は通らない。                                |
| 松山IC方面    | 坊っちゃんエクスプレス     | 大街道・松山駅                                              | 伊予鉄バス・四国高速バス・JR四国バス                           | 降車専用 | 特急便は通らない。                                |
| 松山IC方面    | 松山エクスプレス号         | JR四国バス 松山支店                                         | 西日本JRバス・JR四国バス                                       | 降車専用 |                                                   |
| 松山IC方面    | 松山エクスプレス号         | 八幡浜港                                                    | JR四国バス                                                     | 降車専用 |                                                   |
| 松山IC方面    | マドンナエクスプレス       | 大街道                                                      | 下電バス・両備バス・伊予鉄バス・JR四国バス                     | 降車専用 |                                                   |
| 松山IC方面    | 吉野川エクスプレス         | 大街道                                                      | 徳島バス・JR四国バス・伊予鉄バス                               | 降車専用 |                                                   |
| 松山IC方面    | キララエクスプレス         | 松山市駅                                                    | 中国バス・本四バス開発・瀬戸内しまなみリーディング・伊予鉄バス | 降車専用 |                                                   |

## 隣
E11 松山自動車道
(11) いよ小松JCT/IC - 桜三里PA - (12) 川内IC - (12-1) 東温SIC - (13) 松山IC